# Ii Naosuke

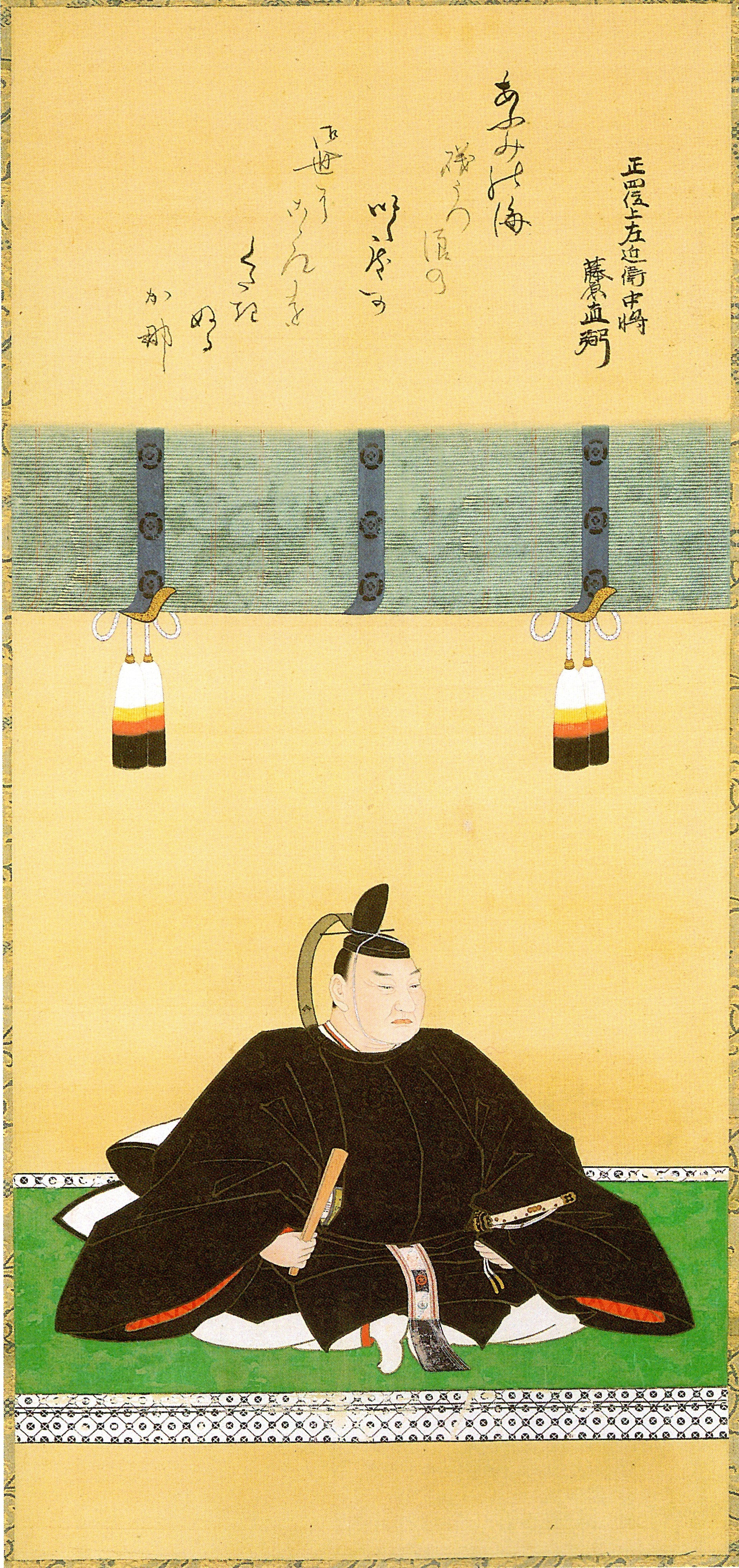
Ii Naosuke

Ii Naosuke (japanisch 井伊直弼; Ii Naosuke; * 29. November 1815 in Edo, Japan; † 24. März 1860 ebenda) war Daimyō von Hikone (1850–1860) und Tairō des Tokugawa-Shogunats, eine Position, die er vom 23. April 1858 bis zu seiner Ermordung am 24. März 1860 innehatte. Am bekanntesten ist er als Unterhändler für den Harris-Vertrag mit den Vereinigten Staaten. Er war außerdem ein enthusiastischer und versierter Teemeister der Sekishūryū-Schule, und zu seinen Schriften gehören mindestens zwei Werke zur Teezeremonie. Nach zwei Jahren als Tairō an der Spitze der Regierung wurde er am 24. März 1860 vor dem Sakuradamon der Burg Edo von 17 Samurai des Mito-Lehens und einem Samurai des Satsuma-Lehens getötet, beim sogenannten Sakuradamon-Zwischenfall.
Während Ii Naosukes Amtszeit war das Shogunat durch zwei Konflikte innerlich gespalten. Der erste, innenpolitische Konflikt entbrannte um die Nachfolge des kränklichen und kinderlosen Shogun Tokugawa Iesada, bei dem sich zwei Flügel innerhalb der Tokugawa gegenüberstanden: zum einen der Kishū-Flügel unter Ii Naosuke, der Tokugawa Yoshitomi (den späteren Tokugawa Iemochi) unterstützte, und zum anderen der Hitotsubashi-Flügel unter Tokugawa Nariaki, der Hitotsubashi Keiki (den späteren Tokugawa Yoshinobu) unterstützte.
Gleichzeitig schwelte ein außenpolitischer Konflikt darüber, wie auf die Bedrohung durch die westlichen Kolonialmächte, speziell die USA, zu reagieren sei. Dabei stand die Jōi-Fraktion, die jede Öffnung des Landes ablehnte und die Fremden aus dem Land werfen wollte, gegen die Kaikoku-Fraktion, die Japan zur Welt öffnen und vom Ausland lernen wollte. Mit der möglichen Öffnung des Landes stand auch die Zukunft des Tokugawa-Shogunats, das Japan über 250 Jahre lang regiert hatte, in Frage.

## Kindheit und Jugend
Ii Naosuke wurde am 29. November 1815 als 14. Sohn von Ii Naonake, Daimyo von Hikone, und einer Mätresse geboren. Als 14. Sohn stand ihm keine herausragende Stellung in Aussicht, und so wurde er in einen buddhistischen Tempel gegeben, wo er von einem kleinen Stipendium lebte. Von seinem 17. bis 32. Lebensjahr lebte er allein. Er entwickelte ein Lehrer-Schüler-Verhältnis mit dem nur wenige Tage älteren Nagano Shuzen und beschäftigte sich mit Konfuzianismus und den Lehren der Kokugaku. Außerdem studierte er Teezeremonie, Waka-Dichtkunst, Taiko, Zen-Buddhismus (Sōtō-shū), Sōjutsu (Speerkampf) und Iaijutsu.
Bis zum Jahr 1850, als sein Vater starb, wurden jedoch seine 13 Brüder entweder an andere Familien, die einen Erben brauchten, zur Adoption gegeben, oder waren nicht mehr am Leben. Er wurde daher aus dem Kloster zurückgerufen, nahm den Namen Ii an und wurde als Daimyo von Hikone eingesetzt. Hikone war ein sogenanntes Fudai-Lehen, das heißt, traditioneller Verbündeter der Tokugawa, die zwar keinen großen Landbesitz hatten, aber an strategisch günstigen Positionen im Land positioniert waren und – was noch wichtiger war – traditionell die Berater des Shogun stellten und damit die entscheidenden Machtpositionen im Shogun innehatten, abgesehen vom Shogun selbst.
Ii wurde in der Landespolitik aktiv und stieg schnell zum Anführer einer Koalition von Daimyō auf. 1853 brachte er einen Vorschlag in die Verhandlungen mit Commodore Matthew Perry ein. Im Bewusstsein, dass Japan „unmittelbar militärisch bedroht ist“, argumentierte er, dass Japan seine Beziehungen zu den Niederlanden nutzen solle, um genug Zeit zu gewinnen, eine Armee aufzubauen, die einer Invasion standhalten könnte. Ii empfahl, dass nur der Hafen von Nagasaki für Ausländer geöffnet werden solle. Wie Hotta Masayoshi wollte er nicht stillhalten, während Rōjū Abe Masahiro der anti-ausländischen Fraktion (Jōi) entgegenkam.
Nachdem Abe Masahiro 1854 den Vertrag von Kanagawa ausgehandelt hatte, einen ungleichen Vertrag, der die Häfen Nagasaki und Hakodate für die Amerikaner öffnete und damit über 200 Jahre der Abschließung Japans beendete, führte Ii eine Gruppe Fudai-Daimyō an, die Abe zum Rücktritt zwangen. Er wurde durch Hotta Masayoshi ersetzt. Das verärgerte viele reformistische Daimyo, die daraufhin ihre Verbindungen zum Kaiserhof in Kyoto verstärkten.

## Regierungszeit als Tairō

### Harris-Vertrag

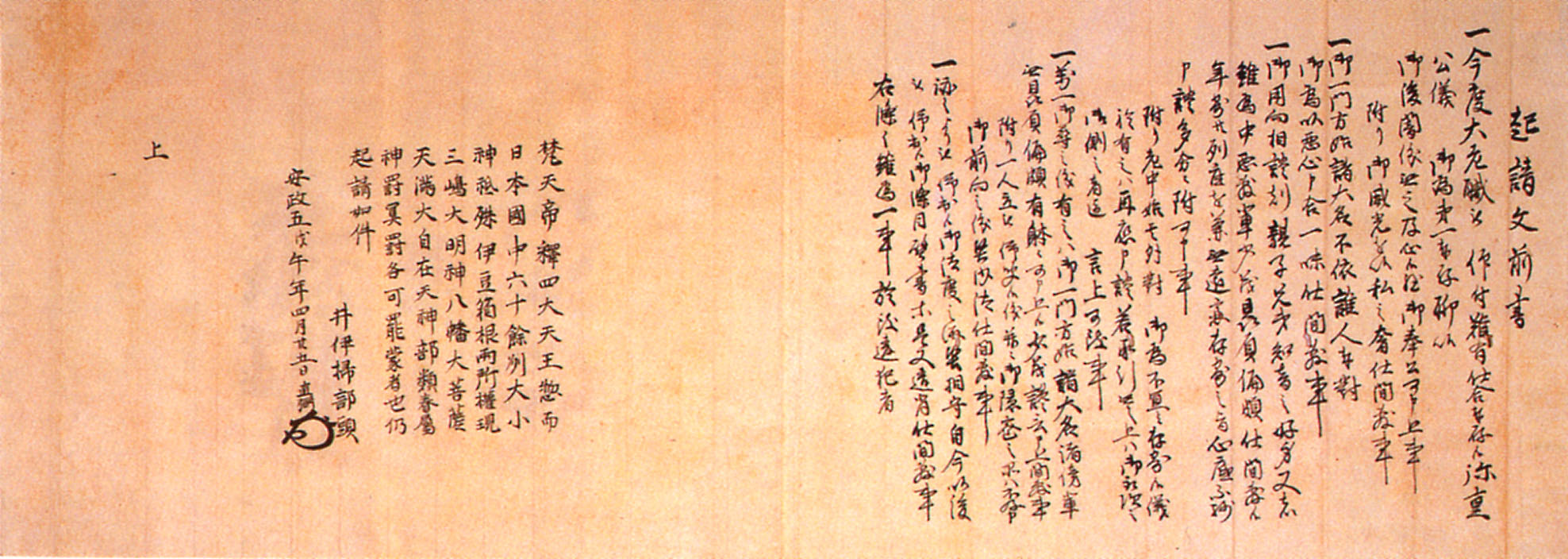
Erlass zur Ernennung Ii Naosukes als Tairō (jap. 井伊直弼大老職就任誓詞控)

1856 kam Townsend Harris als erster US-amerikanischer Gesandter nach Japan, wurde jedoch weit entfernt von Edo in Shimoda einquartiert. Er musste insgesamt zwei Jahre auf der Izu-Halbinsel ausharren, bis er mit Hotta Masayoshi schließlich einen Vertragsentwurf ausgehandelt hatte und ihm eine Audienz bei Shogun Tokugawa Iesada gewährt wurde. Der Entwurf sah die Öffnung von insgesamt fünf Häfen und Exterritorialität für Amerikaner in Japan vor. Damit markierte er die endgültige Abkehr von der Abschließung Japans und enthielt typische Klauseln der Ungleichen Verträge.
Ii Naosuke unterstützte den Harris-Vertrag und die weitere Öffnung Japans energisch, sei es, um eine drohende Invasion abzuwenden, sei es, weil er im Außenhandel Chancen sah, Japan wirtschaftlich und militärisch voranzubringen. Dem Protokoll folgend bat er die Oberhäupter der Tokugawa-Gosankyō um eine schriftliche Stellungnahme.
Dabei stieß er auf Widerstand bei Tokugawa Nariaki, Daimyo von Mito. Um den Harris-Vertrag innenpolitisch durchzusetzen, versuchte Ii die Zustimmung des Kaisers Kōmei zu gewinnen. Nariaki verweigerte jedoch seine Zustimmung, den Vertrag dem Kaiser vorzulegen. Obwohl dieser Widerstand überwunden werden konnte und Hotta Masayoshi den Vertrag dem Kaiser vorlegte, scheiterte das Vorhaben am Tennō selbst, der ein Anhänger der Jōi-Bewegung war.
Daraufhin wurde Ii Naosuke mit Unterstützung von Mizuno Tadanaka und Matsudaira Tadakata von Shōgun Iesada in den Rang eines Tairō (Regenten) erhoben, um den Vertrag durchzusetzen. Damit war Ii Naosuke nun zweiter Mann in der Regierung hinter dem Shogun. (Die Ii waren eine von vier Fudai-Familien, die traditionellerweise den Tairō stellten. Bis 1841 bekleidete Ii Naoaki das Amt, danach war der Posten unbesetzt.)
Harris verstärkte mittlerweile den Druck auf das Shogunat, den Vertrag zu unterzeichnen. Ii entschied sich, die Amerikaner nicht weiter zu erzürnen, und ordnete am 29. Juli 1858 an, den Vertrag zu unterzeichnen. Dies geschah mit der Unterstützung der Berater im Shogunat, aber gegen den Willen des Tennō. Wenig später unterzeichnete Ii ähnliche Verträge mit den Holländern, Russen, Briten und Franzosen. Ein großer Teil der außenpolitischen Bestrebungen der bald anbrechenden Meiji-Zeit bestand darin, den in diesen Verträgen festgelegten Verlust an Souveränität auszugleichen und mit den westlichen Großmächten auf Augenhöhe zu verhandeln.

### Nachfolge des Shogun
Obwohl Shōgun Tokugawa Iesada nur knapp über 30 Jahre alt war, entflammte bedingt durch seinen schlechten Gesundheitszustand und seine Kinderlosigkeit bereits der Kampf um seine Nachfolge.
Der Reformerflügel, angeführt vom Oberhaupt der Hitotsubashi-Linie Tokugawa Nariaki, wollte dessen Sohn Hitotsubashi Keiki als Nachfolger sehen. Hitotsubashi Keiki wurde als Kind von der Hitotsubashi-Linie der Tokugawa, einer der Gosankyō, adoptiert, war 1847 zum Familienoberhaupt aufgestiegen und hatte sich mittlerweile einen Namen als fähiger Verwalter gemacht. Der Reformerflügel erhoffte sich von ihm die Fortführung der Erneuerungen im Sinne der Mito-Schule. Zu seinen Unterstützern gehörte auch der einflussreiche Daimyo von Satsuma, Shimazu Nariakira.
Ii Naosuke wollte eine Fortführung der Reformen allerdings verhindern, da er in ihnen eine Schwächung der zentralen Macht des Shogunatsbürokratie sah. Stattdessen unterstützte er Tokugawa Yoshitomi, den gerade 12 Jahre alten Daimyo von Kii und damit Oberhaupt einer der Gosanke. Er hoffte, dass ein so junger Shogun leichter zu kontrollieren sei. Nach der Unterzeichnung des Harris-Vertrages wandte Ii sich der Nachfolgefrage zu. Er nutzte seine Position als Tairō, um den Einfluss der Shinpan-Daimyō (der Tokugawa-Nebenlinien) und des Kaiserhofs in Kyoto in dieser Frage zu beschneiden und als oberster Minister des Shogun stattdessen selbst zu entscheiden. Damit konnte er sich durchsetzen und nach dem Tod Iesadas 1858 Yoshitomi als 14. Shogun Tokugawa Iemochi einsetzen.
Diese Entscheidung machte Ii beim Kaiserhof und bei den Reformern, speziell in Mito, sehr unpopulär. Die Reformer wandten sich an den Kaiser, um Ii in Schach zu halten. Ii reagierte noch vor Iesadas Tod mit einem Erlass des Shogun, der es ihm ermöglichte, seine Gegner aus ihren Ämtern zu entfernen. Während der Ansei-Säuberungen entfernte er über 100 Shogunatsbeamte bis hin zum Daimyo und sogar Minister und Höflinge am Kaiserhof aus ihren Ämtern. Darunter waren viele Anhänger der Mito-Schule, auch die Hitotsubashi-Familie, sowie Gegner der Harris-Verträge. Acht Personen wurden hingerichtet.

### Kōbu gattai und die Heirat von Iemochi und Kazunomiya
Als Kōbu gattai wird der Versuch bezeichnet, Shogunat und Kaiserhof aneinander zu binden und so das gesunkene Ansehen des Shogunats wiederherzustellen und eine stärkere Zentralgewalt im von außen bedrängten Japan zu schaffen. Als Symbol dieser Bewegung sollte der junge Shogun Iemochi mit einer Halbschwester des Kaisers, Kazunomiya, vermählt werden. Obwohl Ehen zwischen hochrangigen Samurai und Hofadel ein gängiges Mittel zur Schließung von Allianzen waren, war es eher üblich, Frauen aus dem nominell niederen Rang, also der Samurai, in den nominell höheren Rang, also der Hofadligen zu geben. Der einzig vergleichbare Fall einer direkten Verbindung zwischen Kaiserhaus und Tokugawa war die Ehe zwischen Kaiser Go-Mizunoo und Tokugawa Masako zu Beginn der Edo-Zeit.
Eine Ehe zwischen Iemochi und Kazunomiya wurde Ii bereits 1859 von Nagano Shuzen, seinem Vertreter am Kaiserhof, vorgeschlagen. Er beauftragte daraufhin seinen Gesandten Manabe Akibuke, dem Kaiser diese Ehe vorzuschlagen. Der Hofbeamte Konoe Tadahiro signalisierte seine Unterstützung unter der Bedingung, dass Kazunomiyas bestehende Verlobung gelöst werde. Konoe wurde jedoch im März 1859 durch Iis Ansei-Säuberung aus seinen Ämtern entfernt, weswegen diese Idee nicht weiter verfolgt wurde. Erst nach Iis Tod wurde diese Ehe schließlich im Jahr 1861 geschlossen.

## Ermordung

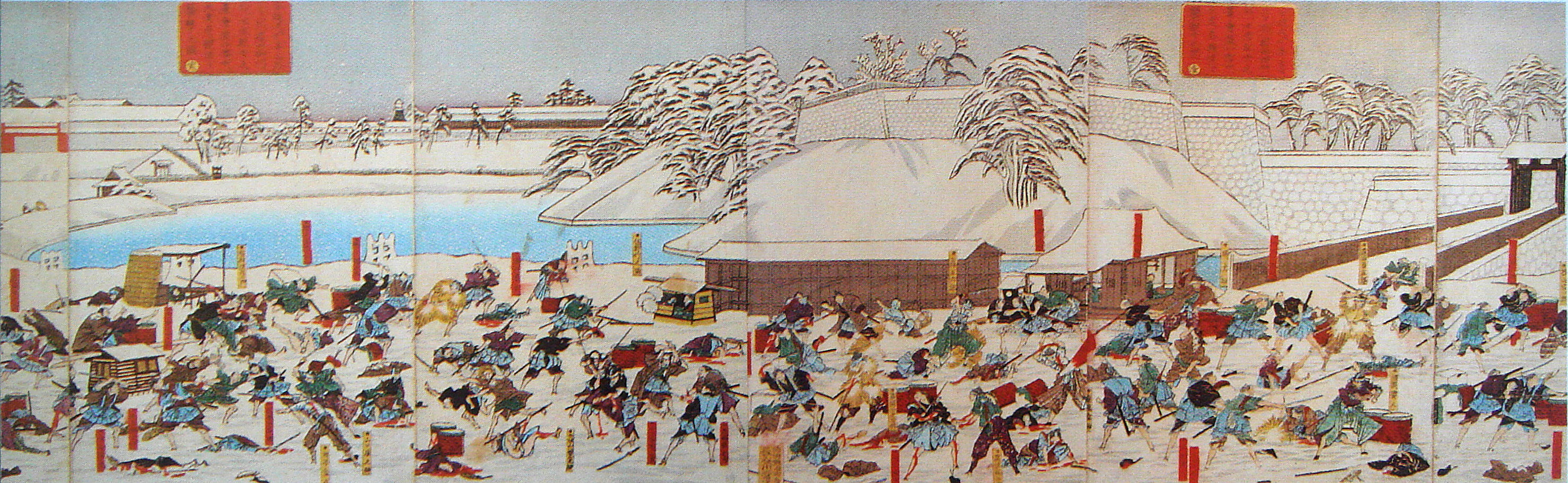
Farbholzschnitt, der den Sakuradamon-Vorfall darstellt

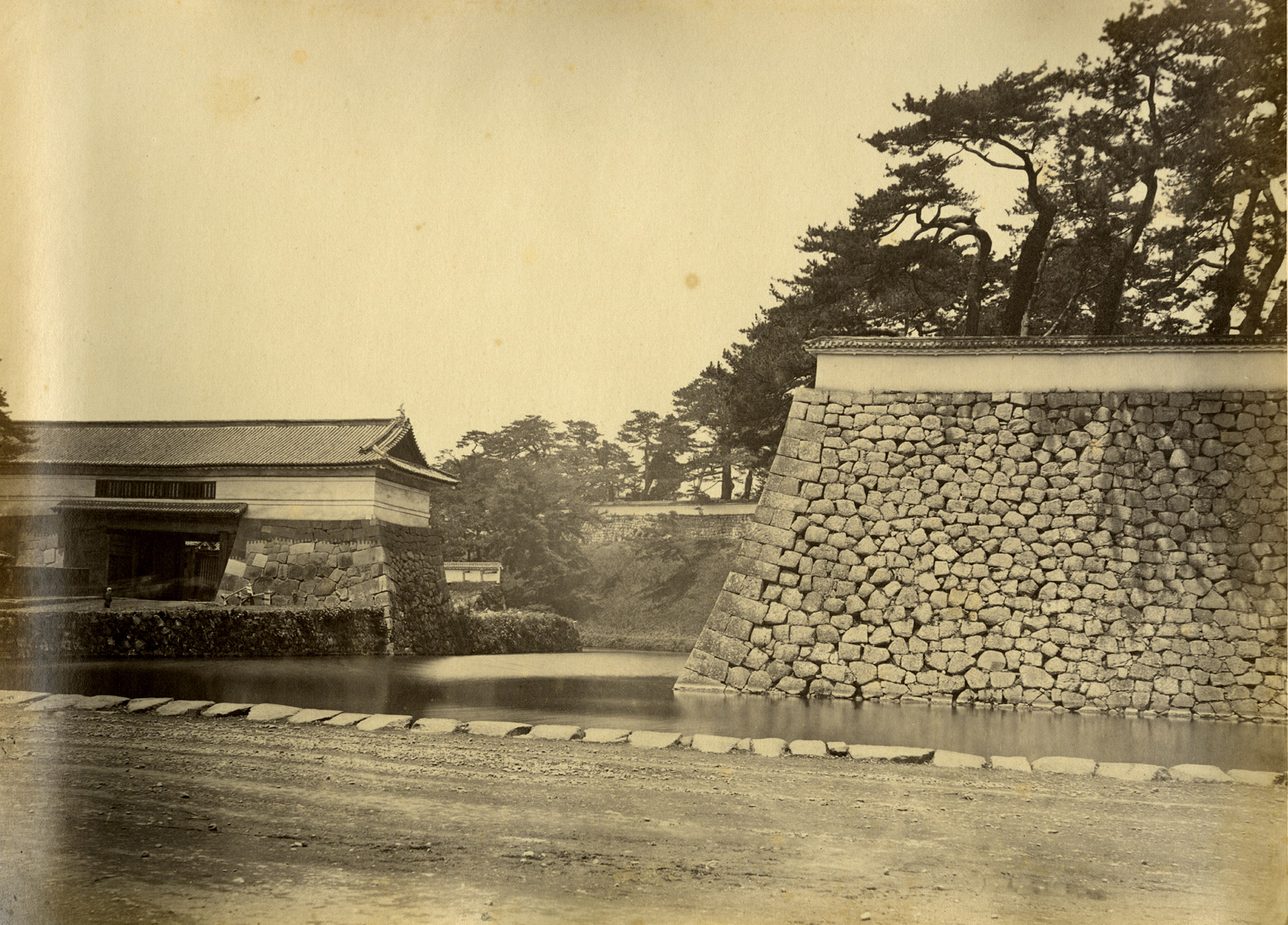
Sakurada-Tor der Burg Edo, fotografiert von Felice Beato, (1863–1870).

Obwohl die Ansei-Säuberungen Iis Gegner in den hohen Rängen effektiv beseitigten, machte er sich umso mehr Gegner in den niederen Samurai-Rängen. Nach 20 Monaten im Amt wurde er am 24. März 1860 bei einem Anschlag auf ihn und seine Träger und Leibwächter vor dem Sakurada-Tor der Burg Edo getötet. Dieser als „Sakuradamon-Vorfall“ bekannt gewordene Anschlag wurde von 17 Samurai aus Mito sowie von Arimura Jisaemon aus Satsuma ausgeführt. Arimura, der durch einen Schlag Iis Kopf abtrennte, wurde dabei schwer verwundet und beging noch vor Ort Selbstmord.
Mit diesem Anschlag wurde die zentrale Machtfigur des Shogunats und das Symbol seiner Macht und Autorität getötet. Damit war der letzte Höhepunkt in der Macht des Shogunats beendet, und es sollte sich nicht mehr von diesem Schlag erholen.
In der Folge des Anschlags auf den Tairō kam es zu einer Welle von Übergriffen der Tenno-Loyalisten in ganz Japan. Der Poet Tsunada Tadayuki verfasste sogar ein Loblied auf die Mörder. Es wurden Anschläge auf weitere Beamte des Bakufu und seiner Informanten verübt. Die Gegenbewegung richtete sich auch gegen Hofbeamte, die in Verbindung mit Ii Naosuke standen. Unter anderem wurde Shimada Sakon, Oberhaupt der Kujō (eine der Go-Sekke, der fünf Regenten-Häuser der Fujiwara) und kaiserlicher Regent, für seine Unterstützung des Harris-Vertrags und seine Beihilfe zu Denunziationen während der Ansei-Säuberungen getötet.
Der junge Shogun und die Shogunatsverwaltung waren von dem Anschlag völlig überrascht und überwältigt. Es wurde versucht, die wahren Ereignisse zu vertuschen, indem man erst so tat, als wäre Ii noch am Leben, um dann eine Krankheit vorzuschieben und seinen Rücktritt vom Amt vorzutäuschen. Sein Tod wurde erst Monate später verkündet. Später wurden Iis Attentäter bei einer Generalamnestie des Bakufu begnadigt..
Ii Naosukes Nachfolger als Daimyo von Hikone wurde 1862 sein zweiter Sohn Ii Naonori. Der Besitz des Han wurde jedoch als Strafe für die Ansei-Säuberungen von 300.000 Koku auf 200.000 Koku um rund ein Drittel gekürzt.